# Bernard Latarjet
Pour les articles homonymes, voir Latarjet.
 (décembre 2018).
Bernard Latarjet, né le 27 août 1941 à Paris, est un administrateur culturel français.

## Biographie
Ingénieur agronome, ingénieur général du génie rural, des eaux et des forêts et diplômé du Centre de recherche d'urbanisme, il entre au ministère de l'Agriculture en 1968. En 1976, il intègre la DATAR, notamment comme secrétaire général du Fonds interministériel de développement et d'aménagement rural (FIDAR) et directeur de la mission photographique entre 1984 et 1987.
En 1984, il est nommé délégué général de la Cinémathèque française jusqu'en 1987, puis prend la tête de la Fondation de France de 1989 à 1991. Il y crée notamment la Fondation France Active dont il est le premier président. Membre du cabinet de Jack Lang entre 1991 et 1992, puis conseiller technique chargé de la Culture et des grands travaux au secrétariat général de l'Élysée de 1992 à 1995, il prend la direction de l'Établissement public du parc et de la grande halle de la Villette (EPPGHV) en février 1996 qu'il préside pendant 10 ans.
De 2006 à 2010, il dirige l'association chargée d'organiser Marseille-Provence 2013, capitale européenne de la culture.
Bernard Latarjet est depuis 2012 président du Monfort-Théâtre à Paris, président de l'Office national de diffusion artistique (ONDA) et président du Comité des investissements du musée du Louvre. Il intervient également au titre de conseiller Culture au sein du think tank Le Labo de l'ESS.
Deux rapports remis au gouvernement portent son nom :
- le rapport Latarjet de 1992, sur l'aménagement culturel du territoire ;
- le rapport Latarjet de 2004, pour un débat national sur l'avenir du spectacle vivant.

À la demande de la Fondation du Crédit coopératif, il a réalisé deux enquêtes :
- En 2015, Les Fonds de dotations culturels
- En 2017, Rapprocher la culture et l'économie sociale et solidaire - Labo de l'ESS

À différentes époques de son parcours, Bernard Latarjet a présidé :
- La Maison des enfants d'Izieu, mémorial des enfants juifs exterminés
- La Bibliothèque du film (BIFI)
- L'École nationale supérieure du paysage (ENSP)
- Le Centre national des arts du cirque (CNAC)
- Le comité d'audit de Radio France
- L’Association des Centres culturels de rencontre (ACCR)

## Source
- [PDF] Dossier de presse du Conseil national des professions du spectacle, Ministère de la Culture et de la communication, 4 septembre 2003